# Penitenziario braccio femminile
Penitenziario braccio femminile (The Weak and the Wicked) è un film del 1954 di produzione britannica diretto da J. Lee Thompson.
Il film è basato sul libro Who Lie in Gaol di Joan Henry.